# Zain Issaka
Zain Issaka (japanisch イサカ ゼイン Isaka Zein; * 19. Mai 1997 in Machida, Präfektur Tokio) ist ein japanischer Fußballspieler.

## Karriere
Zain Issaka erlernte das Fußballspielen in der Schulmannschaft der Tōkō-Gakuen-Oberschule (桐光学園高等学校 Tōkō Gakuen Kōtōgakkō) sowie in der Universitätsmannschaft der Tōin-Universität Yokohama (桐蔭横浜大学 Tōin Yokohama Daigaku). Vom 13. Juni 2019 bis Saisonende wurde er von der Universität an Kawasaki Frontale ausgeliehen. Der Verein aus Kawasaki, einer Stadt in der Präfektur Kanagawa, spielte in der ersten japanischen Liga. Mit dem Verein gewann er 2019 den J.League Cup. Nach der Ausleihe wurde er am 1. Februar 2020 von Frontale fest unter Vertrag genommen. 2020 feierte er mit dem Verein die japanische Meisterschaft und den Gewinn des Kaiserpokals. 2020 kam er in der ersten Liga nicht zum Einsatz. Sein Erstligadebüt gab Zain Issaka am 2. Juni 2021 (21. Spieltag) im Auswärtsspiel gegen den Yokohama FC. Hier stand er in der Startelf und spielte die kompletten 90 Minuten. Am Ende der Saison feierte er erneut die japanische Meisterschaft. Im Februar 2022 wechselte er auf Leihbasis zum Erstligaabsteiger Yokohama FC nach Yokohama. Am Ende der Saison wurde er mit Yokohama Vizemeister und stieg direkt wieder in die erste Liga auf. Nach Vertragsende bei Frontale wechselte er im Februar 2023 zum Zweitligisten Montedio Yamagata.

## Erfolge
Kawasaki Frontale
- Japanischer Meister: 2020, 2021
- Japanischer Pokalsieger: 2020
- Japanischer Supercupsieger: 2021
- Japanischer Ligapokalsieger: 2019

Yokohama FC
- Japanischer Zweitligavizemeister: 2022  ▲